# Буран (хоккейный клуб)
«Бура́н» — клуб хоккея с шайбой из города Воронежа. Основан в 1977 году. С сезона 2012/2013 выступает в ВХЛ.

## История

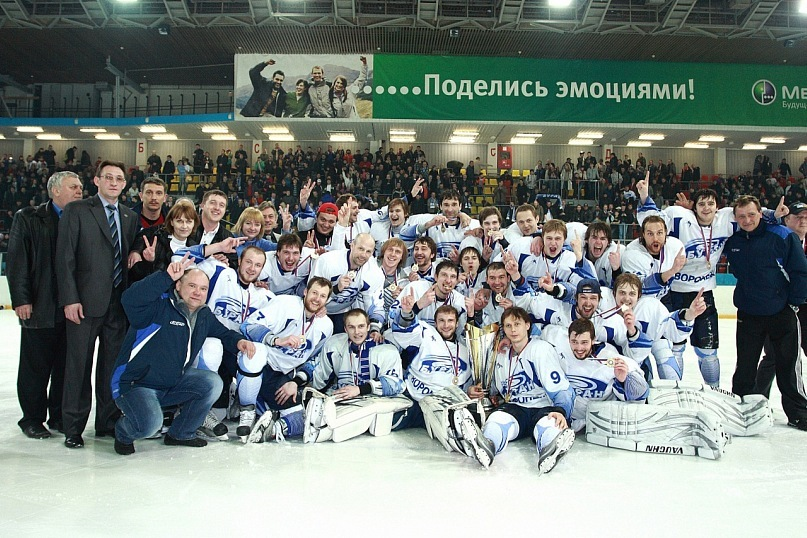
ХК «Буран» Воронеж — победители Кубка Первенства России по хоккею с шайбой среди клубных команд регионов (регион «Центр»)

### До 2010 года
26 ноября 1977 года воронежский «Буран» дебютировал в первенстве СССР класса Б. С 1979 по 1992 годы выступал во второй и первой лигах СССР.
В сезоне 1983/84 результаты гостевых игр «Бурана» с командами «Кренгольм» (5:4), «Трактор» Липецк (6:3), «Прогресс» (3:1, 5:1) были аннулированы из-за участия незаявленных игроков. Работавшие ранее в «Ижстали» тренеры Судоплатов и Войкин получили назначение в «Буран» и взяли с собой Юрия Тенсина, Владимира Бояринцева, Николая Коробейникова, Сергея Горячева и Андрея Бабушкина. Спорткомитет не одобрил эти переходы, и хоккеисты играли под чужими фамилиями. Когда это обнаружилось, результаты команды были аннулированы, тренеры уволены, а игроки были дисквалифицированы на длительное время.
С 1992 по 1996 годы «Буран» выступал в открытом первенстве России и чемпионате России. В апреле 1996 года клуб был переименован в ХК «Воронеж». В 1996—2004 годах команда принимала участие в Высшей лиге чемпионата России по хоккею с шайбой. В 2004 году из-за недостатка финансирования ХК «Воронеж» был вынужден покинуть Высшую лигу и продолжить выступление в Первой лиге. С сентября 2006 года команде вернули историческое название «Буран», и она стала выступать в Всероссийской хоккейной лиге.

### Сезон 2010/2011
3 августа 2010 г. хоккейный клуб начал отдельное существование в виде некоммерческого партнерства — НП ХК «Буран». Директором клуба стал Сергей Ткачев. Спустя 22 года команду вновь возглавил Виктор Семыкин. Тренеры клуба — Геннадий Геннадьевич Ефимов, Евгений Викторович Семыкин.
В сезоне 2010/11 «Буран» завершил регулярный чемпионат, заняв 3 место в турнирной таблице, и в серии плей-офф стал чемпионом Кубка Первенства (регион «Центр»), обыграв в 1/4 финала «Титан» (счёт в серии 3:0), в полуфинале — ТХК (счёт в серии 3:1) и, наконец, одержав победу в финале над ХК «Липецк» (счёт в серии 3:1).

### Сезон 2011/2012
В сезоне 2011/12 клуб одержал 39 побед подряд, начиная с матча против глазовского «Прогресса» 2 октября и заканчивая матчем против ТХК 18 декабря 2011 года. Клуб второй раз подряд стал обладателем Кубка, победив в четвертьфинале ХК «Белгород» (3-0), в полуфинале — «Кристалл» (3-0), в финале — ТХК (3-1). 30 мая 2012 года клуб был принят в состав ВХЛ.

### Сезон 2012/2013
По окончании регулярного чемпионата клуб занял седьмое место. В серии плей-офф 1/8 финала «Буран» победил ярославский «Локомотив» 3-2. В четвертьфинале обыграл «Спутник» Нижний Тагил (4-3). В полуфинале проиграл серию будущему обладателю «Братины» «Торосу» 0-4. Клуб получил серебряные медали чемпионата ВХЛ, потому что «Сарыарка» как иностранная команда билась только за «Братину». Лучшим нападающим Высшей хоккейной лиги в сезоне-2012/13 стал Павел Копытин, представляющий воронежский «Буран».

## Достижения
Золото
- Обладатель золотых медалей и Кубка региона «Центр» первенства России среди клубных команд 2011 г. (1): 2011
- Обладатель золотых медалей Дивизиона «Запад» РХЛ 2012 г. (1): 2012
- Турнир посвящённый 425-летию города Воронеж (1): 2011
- Турнир, посвященный 35-летию хоккейного клуба «Буран» (1): 2012
- Кубок Дизеля (1): 2013
- Турнир Рязань (1): 2014
- Турнир памяти Ю. И. Моисеева (1): 2018

Серебро
- Турнир Рязань (1): 2015
- Серебряный призёр чемпионата ВХЛ 2013 г. (1): 2013
- Турнир в честь 60-летия города Электросталь (1): 1998
- Турнир на призы ОАО «Жигулёвское пиво» (1): 2003
- Кубок мэрии города Липецк (2): 2010, 2011
- Кубок Дизеля (2): 2012, 2019
- Турнир на призы Федерации хоккея Рязанской области (1): 2017

Бронза
- Турнир памяти А. И. Дубко (1): 2002
- Кубок открытия сезона (1): 2007
- Кубок Лады (1): 2013
- Кубок Дизеля (1): 2014
- Кубок федерации хоккея Воронежской области (1): 2015
- Турнир на призы Федерации хоккея Рязанской области (1): 2016
- Турнир на призы Главы администрации Тамбовской области (1): 2019

## Домашняя арена
В январе 1986 года состоялось открытие главной хоккейной арены Воронежской области — Дворца спорта «Юбилейный», в котором проходят все домашние матчи «Бурана».

## Главные тренеры команды
- Леонов, Револьд Александрович — 1978—1979
- Чертов, Александр Алексеевич — 1979—1983
- Игошин, Владимир Александрович — 1984—1986
- Семыкин, Виктор Иванович — 1986—1988
- Чекалкин, Валерий Павлович — 1989—1992
  - Сасин, Алексей Николаевич — 1991—1992
- Крысанов, Александр Алексеевич — 1992—1996
- Галямин, Олег Алексеевич — 1996—1997
- Мариничев, Владимир Витальевич — 1997—1998
- Сафонов, Владимир Михайлович — 1998
- Пережогин, Юрий Николаевич — 1998, с 26 августа
- Андреев, Владимир Владимирович — 1998—2000
- Мамонтов, Сергей Александрович — 2000 — 24 декабря 2003
- Васильев, Владимир Филиппович — 2003/04, до 8 октября
- Сырцов, Геннадий Николаевич — 8 октября — 24 декабря 2003
- Мамонтов, Сергей Александрович — 2004—2006
- Карый, Сергей Валерьевич — 2006—2010
- Семыкин, Виктор Иванович — 2010—2014
- Богатырёв, Виктор Васильевич — 2014/15, до 29 декабря
- Карый, Сергей Валерьевич — 2014/15, с 29 декабря
- Титов, Александр Николаевич — 2015—2016
- Карый, Сергей Валерьевич — 2016—2017
- Фёдоров, Евгений Юрьевич — 29 августа — 14 декабря 2017
- Воронов, Сергей Иванович — 14 декабря 2017 — 18 октября 2018
- Трофимов, Александр Викторович — 18 октября 2018 — 2019
- Ярушкин, Алексей Анатольевич — 2019, до 4 октября
- Бирюков, Михаил Олегович — 3 октября 2019 — 19 мая 2020 — и. о.
- Уваев, Вячеслав Викторович — 20 мая 2020 — 19 января 2021
- Бирюков, Михаил Олегович 19.01.2021 — 24 сентября 2022
- Баев, Денис Юрьевич — 24 сентября — 12 декабря 2022
- Крамаренко, Дмитрий Александрович — с 12 декабря 2022
- Метлюк, Филипп Юрьевич — 19 сентября 2024 — 23 апреля 2025
- Кравченко Дмитрий Александрович — с 23 апреля 2025

## Сотрудничество
С момента участия в ВХЛ клуб заключал партнёрства с клубами из КХЛ. «Буран» сотрудничал с московскими «Спартаком» (2012/13) и ЦСКА (2014/15), а также мытищинским «Атлантом» (2013/14). В сезоне-2016/17 «Буран» не договорился о партнерстве ни с одним клубом КХЛ, а затем было два 2-летних отрезка сотрудничества с московским «Динамо» (2017/18, 2018/19) и ярославским «Локомотивом» (2019/20, 2020/21).  На сезон-2015/16 «Буран» подписал соглашение с ХК «Сочи», которое расторгли через месяц после старта турнира. После этого был дан старт сотрудничеству с хабаровским «Амуром». Сезоны 2021/22-2023/24 был проведены в партнёрстве с череповецкой «Северсталью».